# Gauchinho Voador
Gauchinho Voador é uma personagem criada pelos estúdios Walt Disney entre a 2ª Guerra Mundial dentro da política de boa vizinhança implantada pelo governo dos Estados Unidos da América.
Este personagem representa a Argentina nessa política de boa vizinhança.
Também foram criados outros personagem nessa viagem do Walt Disney pela América Latina:
- Zé Carioca criado para representar o Brasil, em especial o Rio de Janeiro.
- Panchito criado para representar o México.